# رشيد الهاشمي البغدادي
السيّد رشيد بن يحيى الهاشمي البغدادي (1885 - 1943) شاعر عراقي. ولد في بغداد ونشأ بها. شارك في الأعمال الوطنيّة ضد دولة العثمانية وسُجن في مطلع نشاطه وهرب إلى البصرة ومنها إلى الحجاز. فشارك في الثورة العربيّة 1916، ولقّب بشاعر الثورة. وتغيّر رأيه في القائمين بها، فرجع إلى الشام، ثم إلى بغداد. وبعد تأسيس المملكة العراقية، والى حملاتِه على بعض حكّماه. يذكر مصادر أنه «مَرِض في عقله»، فأُدخل مستشفى الامراض العقلية  في بغداد ومكث نحو عشرين سنة وتوفّي فيه. له ديوان شعر جمعه وعلّق عليه عبد الله الجبوري.

## سيرته
هو السيّد رشيد بن يحيى بن عبد القادر الهاشمي، ولد في بغداد سنة 1885م/ 1302 هـ ونشأ بها. مال إلى الأدب ووهب حياته في سبيل قوميته العربية. سُجن في مطلع نشاطه وهرب إلى البصرة ومنها إلى الحجاز. شارك في الثورة العربيّة 1916. وتغيّر رأيه في القائمين بها، فرجع إلى الشام، ثم إلى بغداد. وبعد تأسيس الحكم الهاشمي في العراق في 1921، وإلى حملاتِه على بعض حكّماه.
«فقد عقله» فأدخل مستشفى الامراض العقلية في بغداد وبقي فيه مدة تجاوزت العشرين سنة توفي فيه سنة 1943 / 1363 هـ.

## شعره
قال عنه خير الدين الزركلي «نهج في شعره طريقة معروف الرصافي» أكثر شعره للثورة العربية 1916 حتى لقب بـشاعر الثورة. ووصفه أدهم الجندي «شاعراً فذًّا، ولو تهيأت له حياة مستقرة لجادت قريحته بروائع الشعر.» له ديوان شعر جمعه وعلّق عليه عبد الله الجبوري. ومن شعره قصيدة في رثاء مصطفى الواعظ:
ومنها: